# Byggnadsarkeologi
Byggnadsarkeologi är en metod att undersöka och dokumentera en byggnads förändring genom historien.
Vid en byggnadsarkeologisk undersökning kan byggnadsmaterialen berätta om byggherrens och samhällets villkor. Byggnadsverksamhet har alltid styrts av faktorer som tillgång, efterfrågan och ekonomiska resurser. I valet av byggnadsmaterial och gestaltning uttrycker byggherren både estetiska preferenser och social ambition. Byggnader avspeglar dessutom det samtida samhällets ekonomiska förhållanden.